# Pinus amamiana
Pinus amamiana ist eine Pflanzenart aus der Gattung der Kiefern (Pinus) innerhalb der Familie der Kieferngewächse (Pinaceae). Dieser Endemit kommt nur auf zwei Inseln im südlichen Japan vor. Sie wird in der Roten Liste der IUCN als „stark gefährdet“ eingestuft.

## Beschreibung

### Erscheinungsbild
Pinus amamiana wächst als immergrüner Baum und erreicht Wuchshöhen von 20 bis 30 Metern. Der Stamm erreicht Brusthöhendurchmesser von bis zu 2 Metern. Die Stammborke junger Bäume ist glatt und graubraun, bei älteren Bäumen reißt sie auf und zerbricht im unteren Teil des Stammes in große, abblätternde, graue bis schwarzgraue Platten. Die Äste junger Bäume sind in Scheinwirteln angeordnet und bilden eine konische Baumkrone. Später verbreitert sie sich zu einer runden offenen Krone. Benadelte Zweige sind glatt. Die jungen Triebe sind schwach flaumig behaart und bald verkahlend, anfangs graugrün und später graubraun.

### Knospen und Nadeln
Die vegetativen Knospen sind zylindrisch und leicht harzig. Endständige Knospen sind 10 bis 15 Millimeter lang, seitenständige kürzer. Die Schuppenblätter sind rötlich braun und eiförmig-linealisch.
Die Nadeln wachsen zu fünft in einer bald abfallenden Nadelscheide aus dünnen Schuppen. Die Nadeln sind dünn, abstehend, gerade oder leicht gebogen, selten nur 3, meist 5 bis 8 und manchmal bis 9 Zentimeter lang, dreieckig im Querschnitt und 0,8 bis 1 Millimeter breit. Nur die adaxialen Seiten zeigen Spaltöffnungslinien. Je Nadel werden drei Harzkanäle gebildet. Die Nadeln bleiben zwei bis drei Jahre am Baum.

### Zapfen und Samen
Die Pollenzapfen wachsen spiralig angeordnet in langen Gruppen an der Basis junger Triebe. Die Pollenzapfen sind bei einer Länge von 1,5 bis 2,5, selten bis zu 3 Zentimetern zylindrisch oder eiförmig-elliptisch, dünn oder kräftig, grünlich weiß mit einem leicht rötlichen oberen Ende.
Die Samenzapfen wachsen einzeln oder in Paaren, anfangs grün und aufrecht und später dunkel purpurfarben-braun und mehr und mehr hängend an kräftigen, gebogenen, 1 bis 2 Zentimeter langen Stielen. Die Zapfen sind häufig harzig, öffnen sich nur wenig, sind 5 bis 7 Zentimeter lang und haben geöffnet Durchmesser von 3 bis 4 Zentimetern. Die Samenschuppen sind holzig, steif, leicht nach innen gebogen, 1,5 bis 2 Zentimeter lang und 2 bis 3 Zentimeter breit. Basale Schuppen sind jedoch kaum gebogen. An der adaxialen Seite gibt es zwei Vertiefungen, in der die Samen wachsen. Die Apophyse ist rhombisch, oder außen mehr oder weniger gerundet, hell gelblich braun bis dunkler rotbraun, dick holzig mit einem geraden oder leicht gekrümmten Rand, der in den unscheinbaren und stumpfen Umbo ausläuft.
Die grauen bis fast schwarzen Samen sind ellipsoid, 10 bis 12 Millimeter lang, 5 bis 6 Millimeter breit und etwa 4 Millimeter dick, flügellos, manchmal mit einem kleinen Kamm am abaxialen Rand oder selten mit einem rudimentären Flügel.

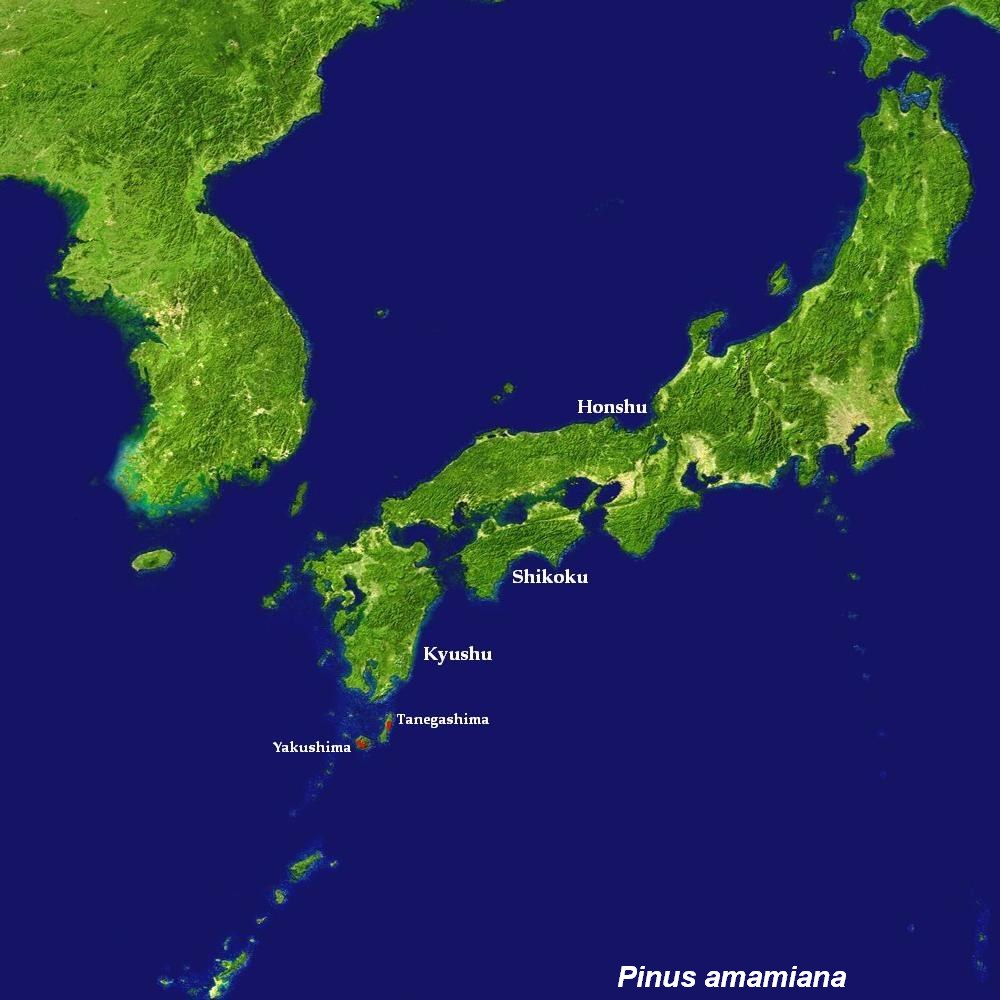
Verbreitungskarte

## Verbreitung und Standorte
Das natürliche Verbreitungsgebiet von Pinus amamiana liegt auf den beiden japanischen Inseln Yakushima und Tanegashima, die südlich von Kyūshū liegen. Dort wächst dieser Endemit in offenen, dem Wetter ausgesetzten Beständen in sonst häufig kaum bewachsenen Gebieten auf felsigen Hängen. Auf Yakushima findet man sie in Höhenlagen von 250 bis 900 Metern, auf Tanegashima in Höhenlagen von 50 bis 200 Metern.

## Gefährdung und Schutz
In der Rote Liste gefährdeter Arten der IUCN wird 2010 Pinus amamiana als „stark gefährdet“ (= „Endangered“) geführt. Das Areal („extent of occurrence“) erstreckt sich nur über 600 Quadratkilometer, es sind insgesamt nur vier Fundorten bekannt und die Bestände bedecken zusammen nur etwa 50 Quadratkilometer („area of occupancy“). Auf Yakushima gibt es drei Populationen, eine in Seibu mit 2000 bis 3000 Baumexemplaren, eine in Hirauchi mit weniger als 1000, und eine in Takahira mit weniger als 100 Individuen. In Tanegashima gibt es nur eine Population in der Mitte der Insel mit etwa 300 ausgewachsenen Bäumen. Jedoch gehen alle Bestände zurück. Die Bäume wurden früher wegen des Holzes gefällt. Fadenwürmer (Nematoda), die unbeabsichtigt aus den Vereinigten Staaten eingeführt wurden, bewirken zusätzlich das Absterben junger Exemplare. Auf Tanegashima sind auch ausgewachsene Bäume betroffen. Die Bestände auf Yakushima befinden sich in einem geschützten Gebiet.

## Systematik
Die Erstbeschreibung von Pinus amamiana erfolgte 1924 durch Gen’ichi Koidzumi in Botanical Magazine, Tokyo, Volume 38, Seite 113. Das Artepitheton amamiana ist vom Volk der Amami abgeleitet, das die Ryūkyū-Inseln bewohnt. Farjon 2010 bestätigt den Rang einer Art.
Die Art Pinus amamiana gehört zur Untersektion Strobus aus der Sektion Quinquefoliae in der Untergattung Strobus innerhalb der Gattung Pinus. 1974 schlug Sumihiko Hatusima in Memoirs of the Faculty of Agriculture; Kagoshima University, 1, Seite 37 vor, sie als Varietät Pinus armandii var. amamiana (Koidz.) Hatus. der Art Pinus armandii zuzuordnen. Dem folgt 2009 auch James E. Eckenwalder. Der Verwandtschaftsgrad der Art Pinus amamiana mit Pinus armandii, Pinus fenzeliana und Pinus morrisonicola wurde noch nicht ausreichend untersucht. Pinus amamiana dürfte sich durch die eher kleinen Zapfen und die flügellosen Samen, die an eine Ausbreitung durch Vögel angepasst sind, am stärksten von den anderen Arten unterscheiden. Andererseits ist von anderen Kiefernarten wie Pinus albicaulis und Pinus cembra bekannt, dass sich diese Anpassungen durch selektiven Druck sehr rasch entwickeln können und sie daher keine guten Indikatoren für die Verwandtschaftsverhältnisse sind.

## Verwendung
Pinus amamiana wird nicht wirtschaftlich genutzt. Früher wurde das Holz von der lokalen Bevölkerung als Bauholz und für Tischlerarbeiten verwendet. Pinus amamiana wird auch nur selten kultiviert, jedoch etwas häufiger in Japan.